# Průsmyk Devíti pramenů
Průsmyk Devíti pramenů, též Průsmyk Cchratskaro (gruzínsky ცხრაწყაროს უღელტეხილი [Cchratskaris ugeltechili]) je průsmyk hlavním rozvodím pohoří Malý Kavkaz v Gruzii. Představuje spojení okresů Bordžomi a Achalkalaki přes Trialetský hřbet.
Průsmykem prochází vysokohorská nezpevněná silnice spojující okresy Bordžomi a Achalkalaki, ze které v sedle odbočuje cesta údolím řeky Kcia k jezeru Tabackuri.
Sedlem prochází Ropovod Baku–Tbilisi–Ceyhan a paralelně s ním Jihokavkazský plynovod.

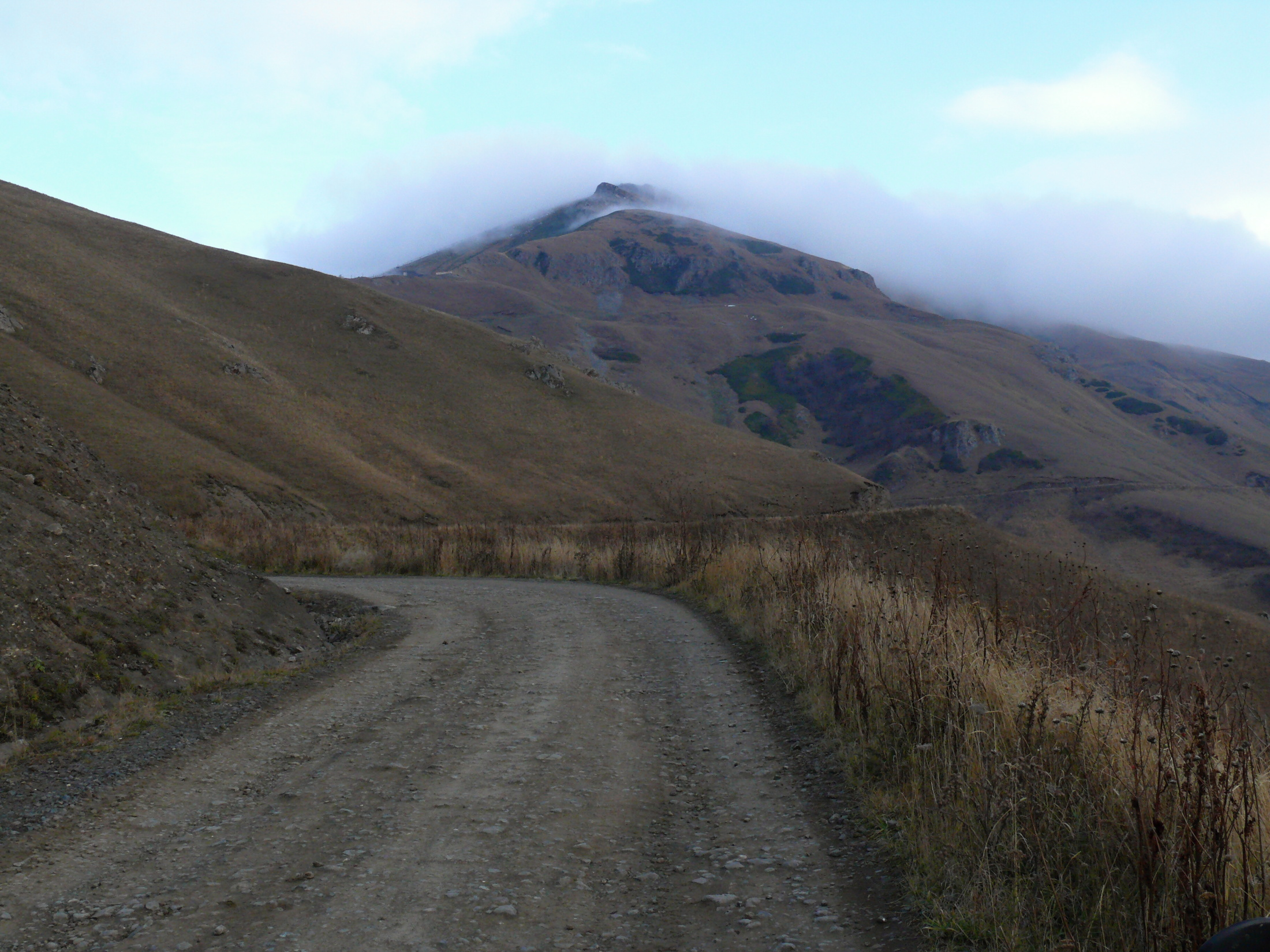
Přístup horskou silnicí od Bakuriani
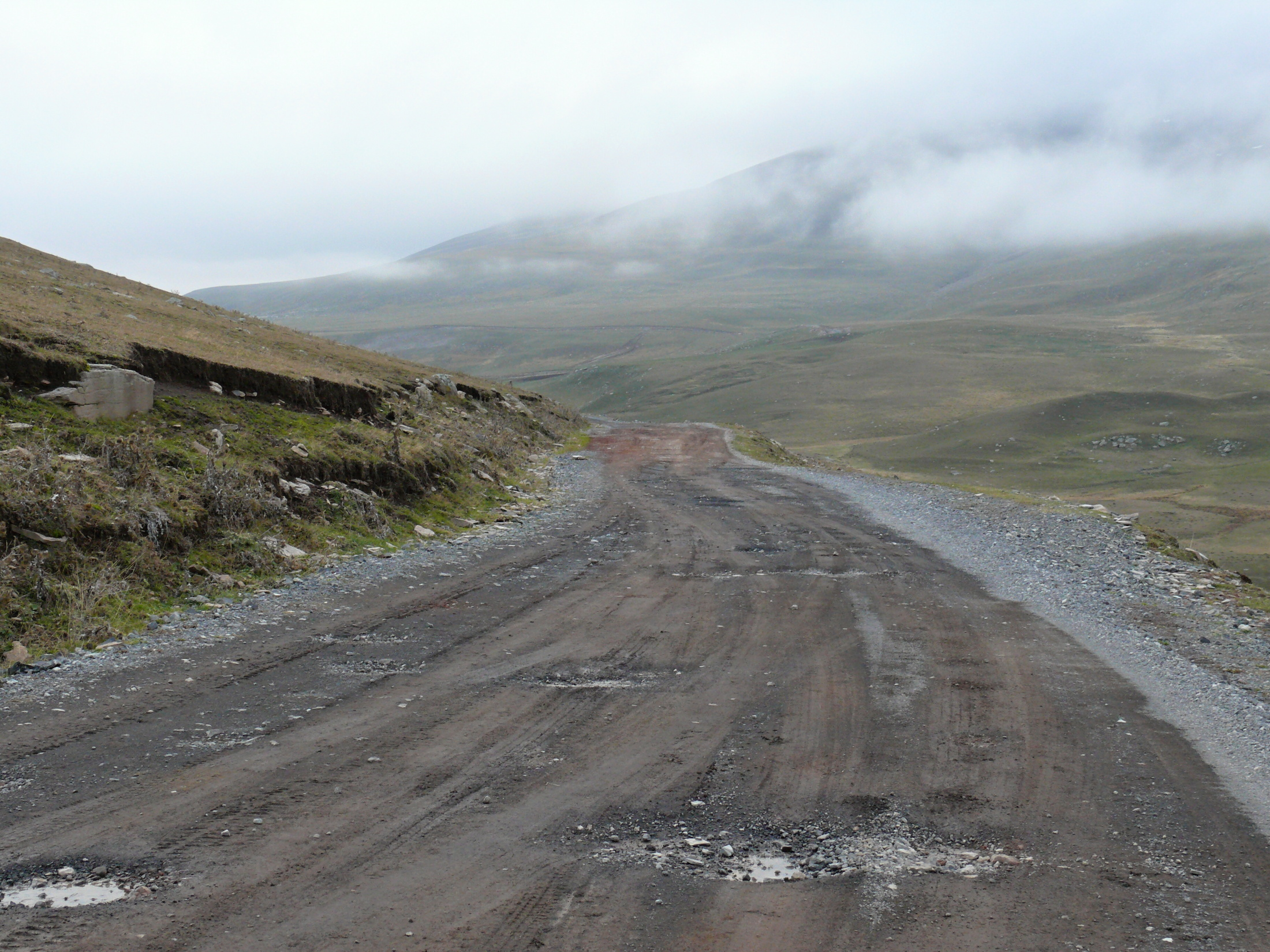
Přístup horskou silnicí od Tabackuri
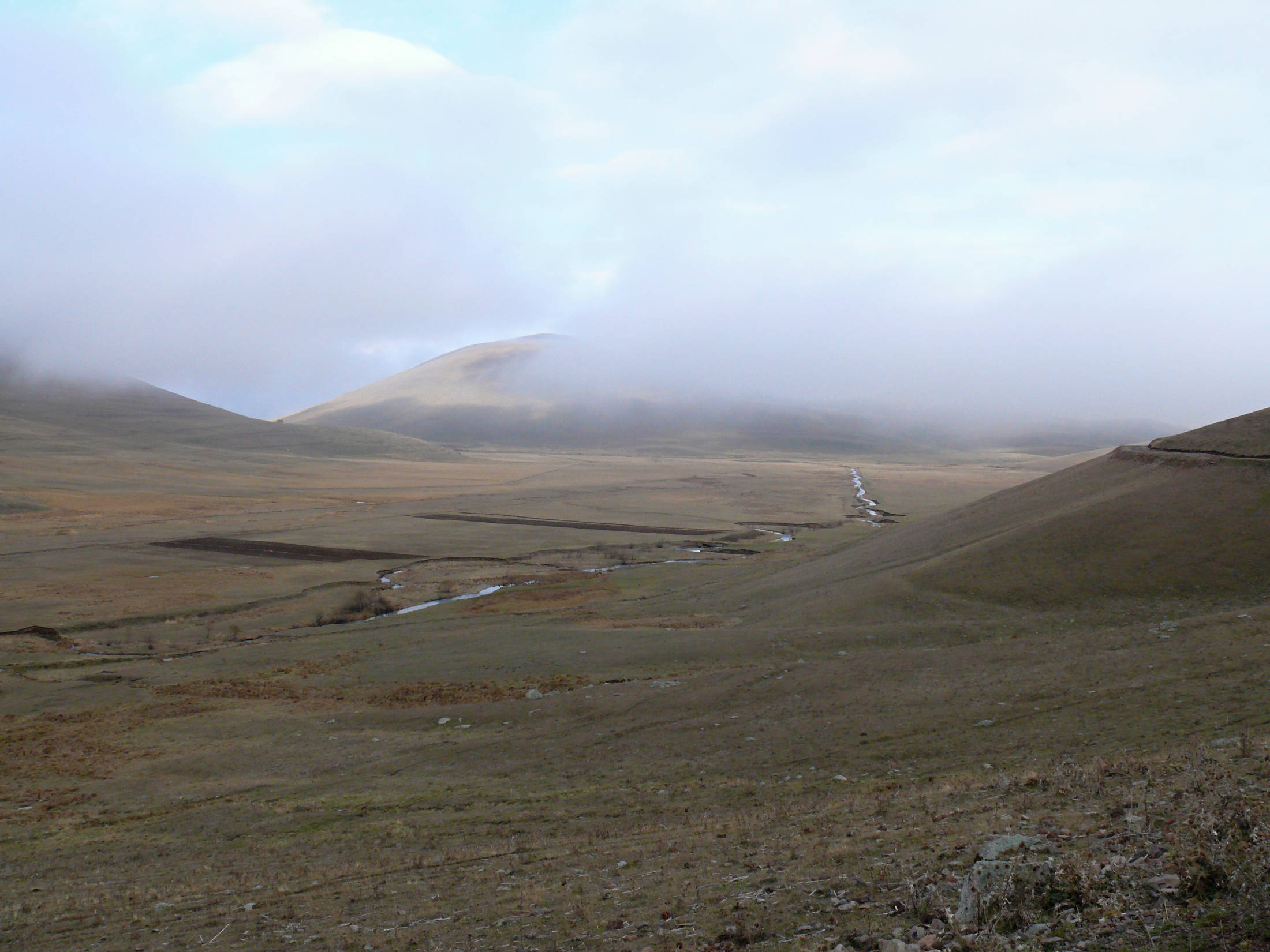
Údolí řeky Kcia na cestě ze sedla do Tabackuri